# Sud-Ouest SO 1100
Die Sud-Ouest SO 1100 Ariel war ein Hubschrauber mit heißem Blattspitzenantrieb des französischen Herstellers SNCASO.

## Geschichte
Ausgehend von der deutschen Entwicklung der Doblhoff WNF 342 und nach Kontakten mit Friedrich von Doblhoff und Henrich Focke begann man bei der SNCASO unter Leitung von Paul Morian mit der Entwicklung eines leichten Hubschraubers, der durch Düsen an den Rotorblattenden angetrieben wurde.
Der Erstflug des einzigen Prototyps mit der Kennung F-WFKM erfolgte gefesselt am 14. Mai 1947. Am 7. März 1949 begannen Freiflugtests in Villacoublay, doch es zeigte sich bald, dass die nur vom Kühlgebläse angeblasenen Ruder in ihrer Wirksamkeit nicht ausreichten. Zusätzlich gab es Schwierigkeiten mit der Gemischbildung und Leistungsregelung des heißen Blattspitzenantriebs. Es wurde schließlich ein konventioneller Leitwerksträger anstelle des Druckpropellers montiert. Die Entwicklung führte zum SO 1110.

## Konstruktion
Die SO 1100 war eine zweisitzige Maschine, deren Dreiblatt-Rotor einen heißen Blattspitzenantrieb besaß. Das dafür eingesetzte Triebwerk war ein 128 kW starker Mathis G7-Motor, der auf 97 kW gedrosselt wurde, nach anderen Quellen war dies ein Mathis G8 mit 164 kW.
Der Motor trieb einen Turbomeca-Kompressor an, der niedrig verdichtete Luft lieferte, die durch die hohlen Rotorblätter zu den Brennkammern an den Blattspitzen geleitet wurde. Dort wurde die Luft mit Treibstoff gemischt und elektrisch gezündet.
Die SO 1100 besaß ein nicht einziehbares Bugradfahrwerk und wurde im November 1946 auf der Pariser Luftfahrtausstellung der Öffentlichkeit vorgestellt. Die Maschine verfügte über einen Mantelpropeller, der über eine Fernwelle vom Motor angetrieben wurde, so dass die SO 1100 im Reiseflug als Autogyro flog. Der Rotordurchmesser betrug 9,75 m, das Leergewicht 650 kg.

## Sud-Ouest SO 1110
Eine verbesserte Variante war die in zwei Exemplaren hergestellte Sud-Ouest SO 1110 Ariel II, die ihren Erstflug am 21. April 1950 durchführte. Auf den Druckpropeller wurde verzichtet, dafür wurde ein Leitwerksträger installiert. Zur Steuerung im Langsamflug dienten druckluftbeaufschlagte Steuerdüsen. Im schnellen Vorwärtsflug übernahmen aerodynamische Flächen die Steuerung.

### Technische Daten
| Kenngröße              | Daten                                                         |
| ---------------------- | ------------------------------------------------------------- |
| Länge                  | 7,15 m                                                        |
| Höhe                   | 2,86 m                                                        |
| Rotordurchmesser       | 10,80 m                                                       |
| Antrieb                | ein luftgekühlter Mathis G8 V-Motor mit 140 kW bei 3325 min−1 |
| Höchstgeschwindigkeit  | 170 km/h                                                      |
| Reisegeschwindigkeit   | 135 km/h                                                      |
| Dienstgipfelhöhe       | 900 m                                                         |
| Reichweite             | 190 km                                                        |
| Leergewicht            | 740 kg                                                        |
| Maximales Startgewicht | 1080 kg                                                       |

## Sud-Ouest SO 1120
Den Abschluss dieser Entwicklungslinie bildete die mit einer 202 kW leistenden Turboméca Arrius ausgerüstete dreisitzige Sud-Ouest SO 1120 Ariel III. Der Erstflug erfolgte am 18. April 1951, es war der erste Einsatz einer Gasturbine in einem Hubschrauber.

### Technische Daten
| Kenngröße            | Daten    |
| -------------------- | -------- |
| Länge                | 8,30 m   |
| Rotordurchmesser     | 10,80 m  |
| Startgewicht         | 1250 kg  |
| Reisegeschwindigkeit | 135 km/h |

Das Antriebsprinzip bewährte sich aufgrund des hohen Kraftstoffverbrauchs, der bei etwa dem Doppelten eines mit herkömmlichem Getriebe ausgerüsteten Hubschraubers gleicher Leistung lag, nicht. Bei der weiterentwickelten Sud-Ouest SO 1221 kam deswegen ein kalter Blattspitzenantrieb zum Einsatz.